# Cracca hirta
Cracca hirta là một loài thực vật có hoa trong họ Đậu. Loài này được (Buch.-Ham.) Britton & P. Wilson mô tả khoa học đầu tiên năm 1926.